# Vicente Cutanda
Vicente Cutanda Toraya (Cella, Teruel, 1850-Toledo, 1925) fue un pintor español, cuya obra es representativa del realismo social de finales del siglo XIX. 

## Biografía

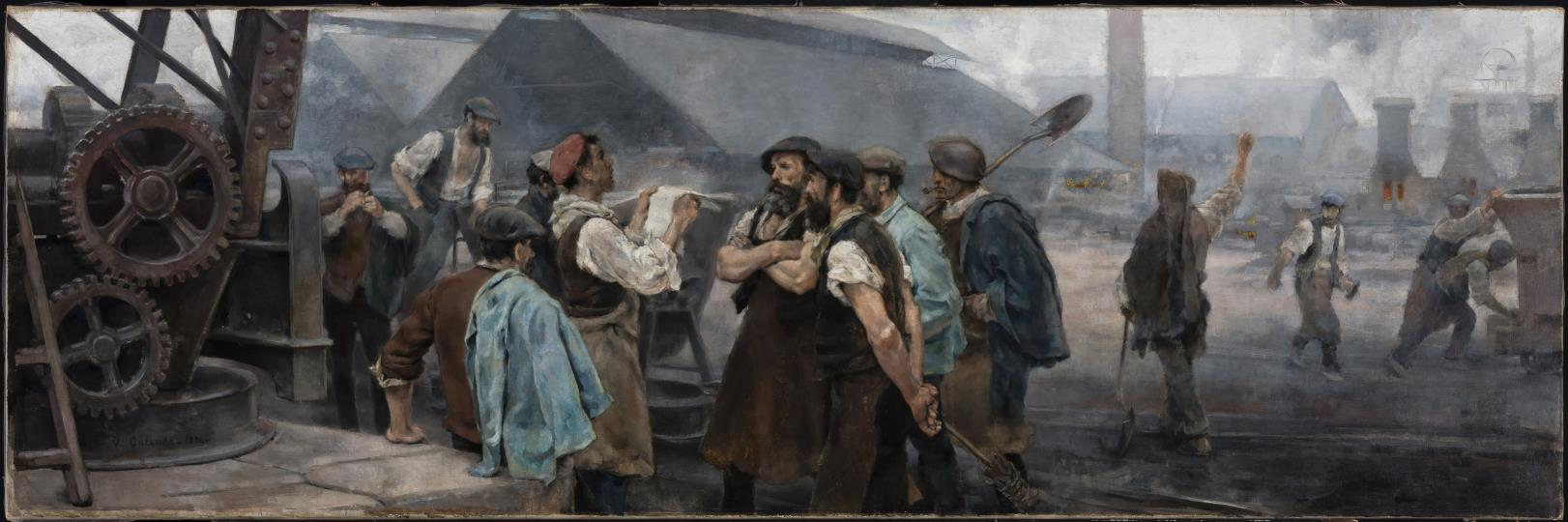
Preparativos del 1.º de mayo (1894), Museo de Bellas Artes de Bilbao.

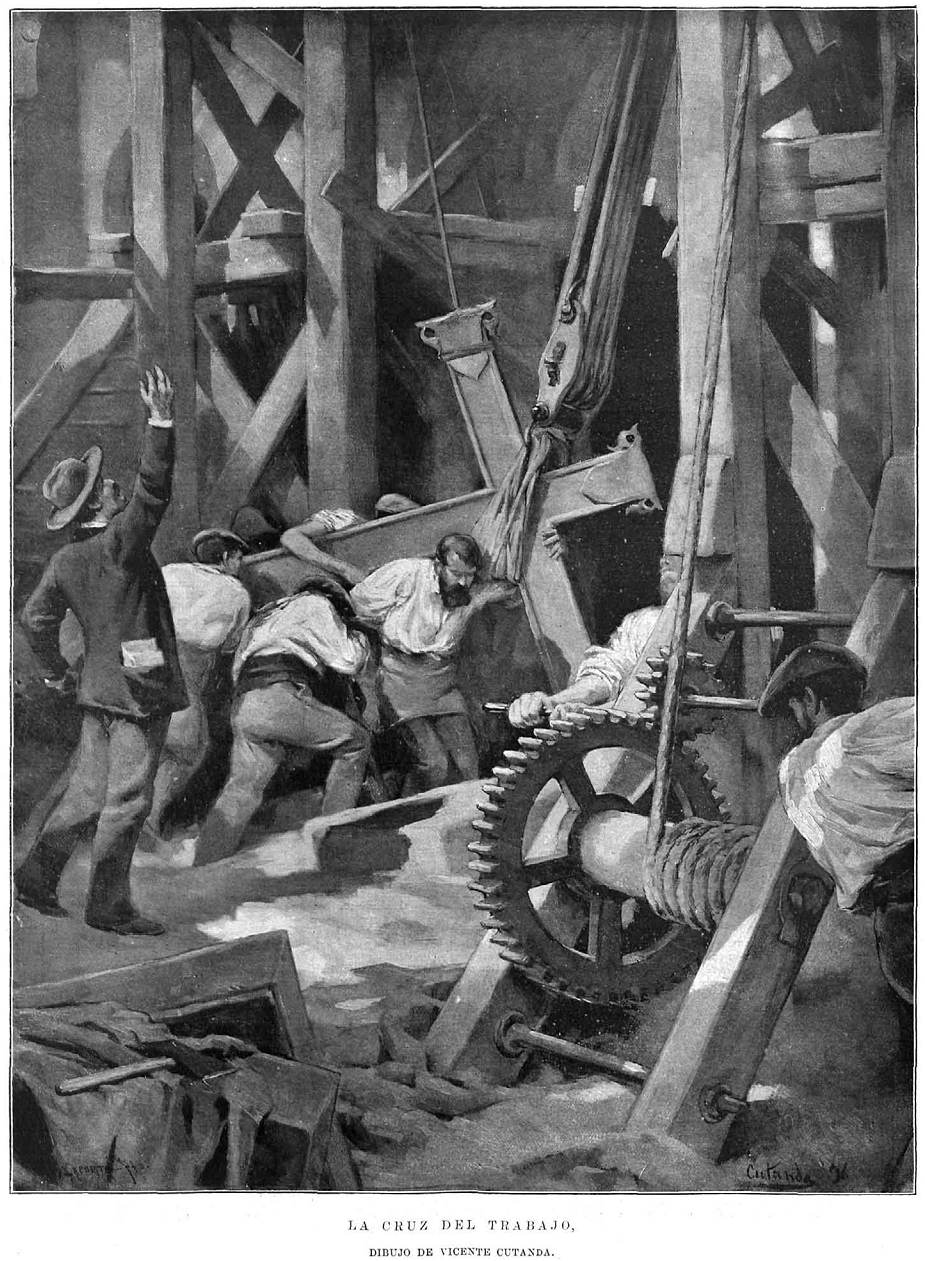
La cruz del trabajo, dibujo publicado en 1897 en La Ilustración Española y Americana.

Nació el 18 de noviembre de 1850. Hijo del célebre botánico Vicente Cutanda y Jarauta, vivió en el País Vasco y su obra es muy representativa del realismo social del siglo XIX. Muchas de sus pinturas representan escenas de la vida en los Altos Hornos de Vizcaya. Influido por la escuela del pintor madrileño Eduardo Rosales, se distinguió también en los temas históricos. Cultivó la técnica del dibujo a la mina de lápiz, el grabado, la acuarela y, principalmente, la pintura al óleo.
A pesar de ser hijo único su infancia no fue fácil. Comenzó los estudios de arquitectura que abandonaría para cursar un curso especial de pintura en Madrid. Su primer trabajo fue Un mercado de Ávila con el que participó en la exposición de la Casa Bosh. Conoció a grandes pintores como Joaquín Sorolla y Mariano Fortuny. 
En 1884 ganó la plaza de profesor de dibujo en la Sociedad Cooperativa de Obreros de Toledo, ciudad de la que se enamoró por su belleza artística, como por la amistades con otros artistas que allí realizó. Con una posición estable se casó con su novia de la infancia, la navarra Luisa Salazar. Falleció en Toledo el 11 de diciembre de 1925.

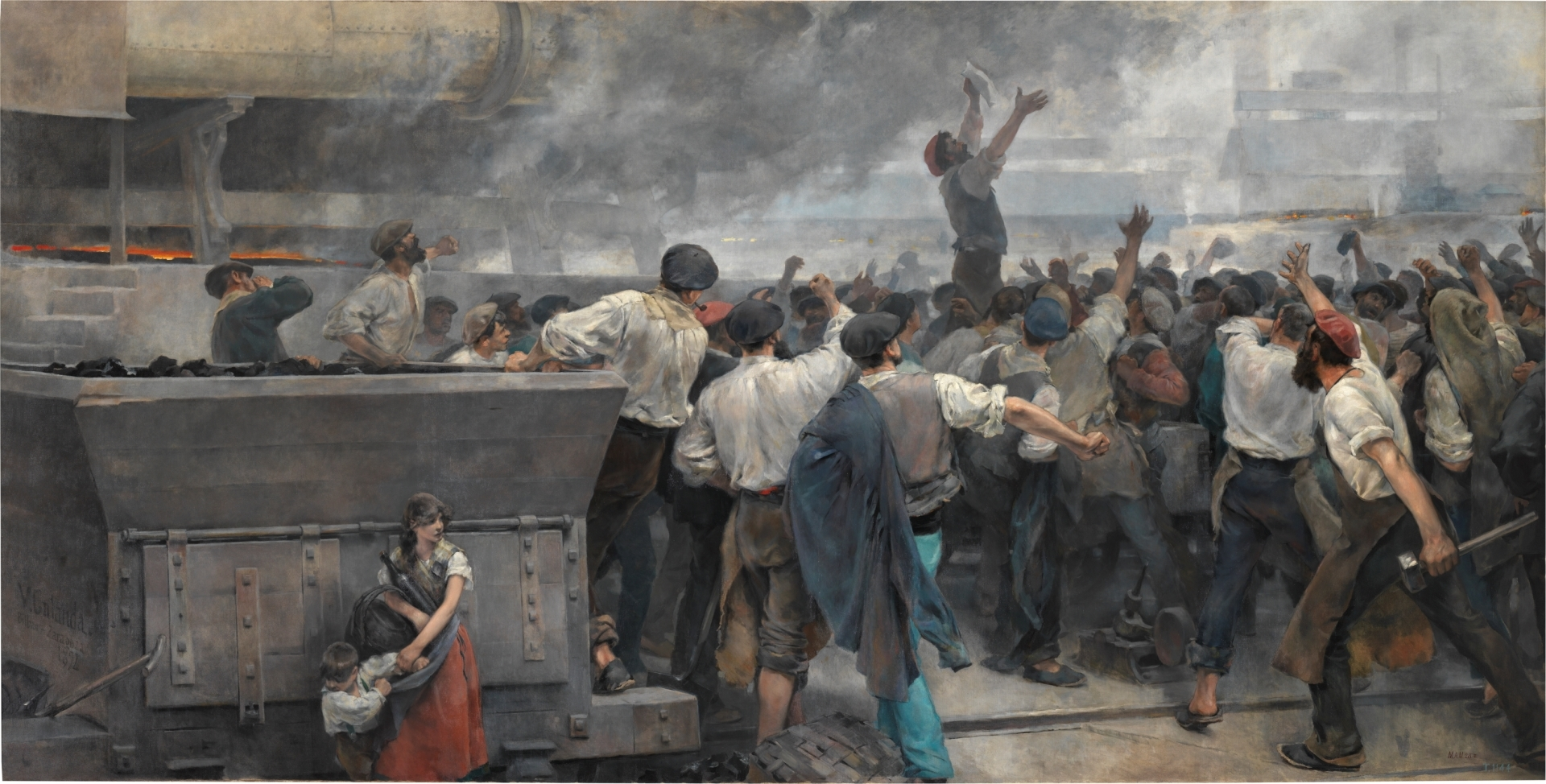
Una huelga de obreros en Vizcaya (1892), Museo del Prado.

Su cuadro más famoso, Una huelga de obreros en Vizcaya, fue galardonado con el primer premio de la Exposición Nacional de Bellas Artes de 1892 y fue adquirido por el Museo del Prado que lo tuvo depositado en el ministerio de Marina. Tras la guerra civil y con el nuevo régimen franquista el cuadro se consideró inadecuado por tema y fue descolgado; se guardó enrollado y perdió su singular marco, tallado y patinado imitando vigas de acero con sus remaches. Tras darse por perdido durante décadas, en 2001 fue hallado en malas condiciones y en fecha posterior ha sido restaurado, rehaciéndose el marco según fotografías antiguas.
También sus obras se llevaron a grabados para revistas ilustradas, como el grabado de una cabina de locomotora de vapor con maquinista y fogonero, para la Cuarta Exposición Bienal del Círculo de Bellas Artes de Madrid, titulado "En peligro inminente" y publicado el 30 de julio de 1894 en la revista La Ilustración Española y Americana, página 61. Así como el grabado iluminado a color de "La nochebuena del maquinista", publicado también en La Ilustración Española y Americana, el 22 de diciembre de 1896 - 2° N° XLVII, página 377. Ambas imágenes ilustradas se conservan en el Archivo Histórico Ferroviario del Museo del Ferrocarril de Madrid. El óleo de "La nochebuena del maquinista" de 540 x 380 mm en óleo sobre cartulina, se conserva en la Real Academia de Bellas Artes de San Fernando.

## Galardones
- 1887 Tercera medalla de la Exposición Nacional de Bellas Artes por el cuadro A los pies del Salvador.
- 1892 Medalla de primera clase de la Exposición Nacional de Bellas Artes por el cuadro Una huelga de obreros en Vizcaya

## Selección de obras
- Autorretrato

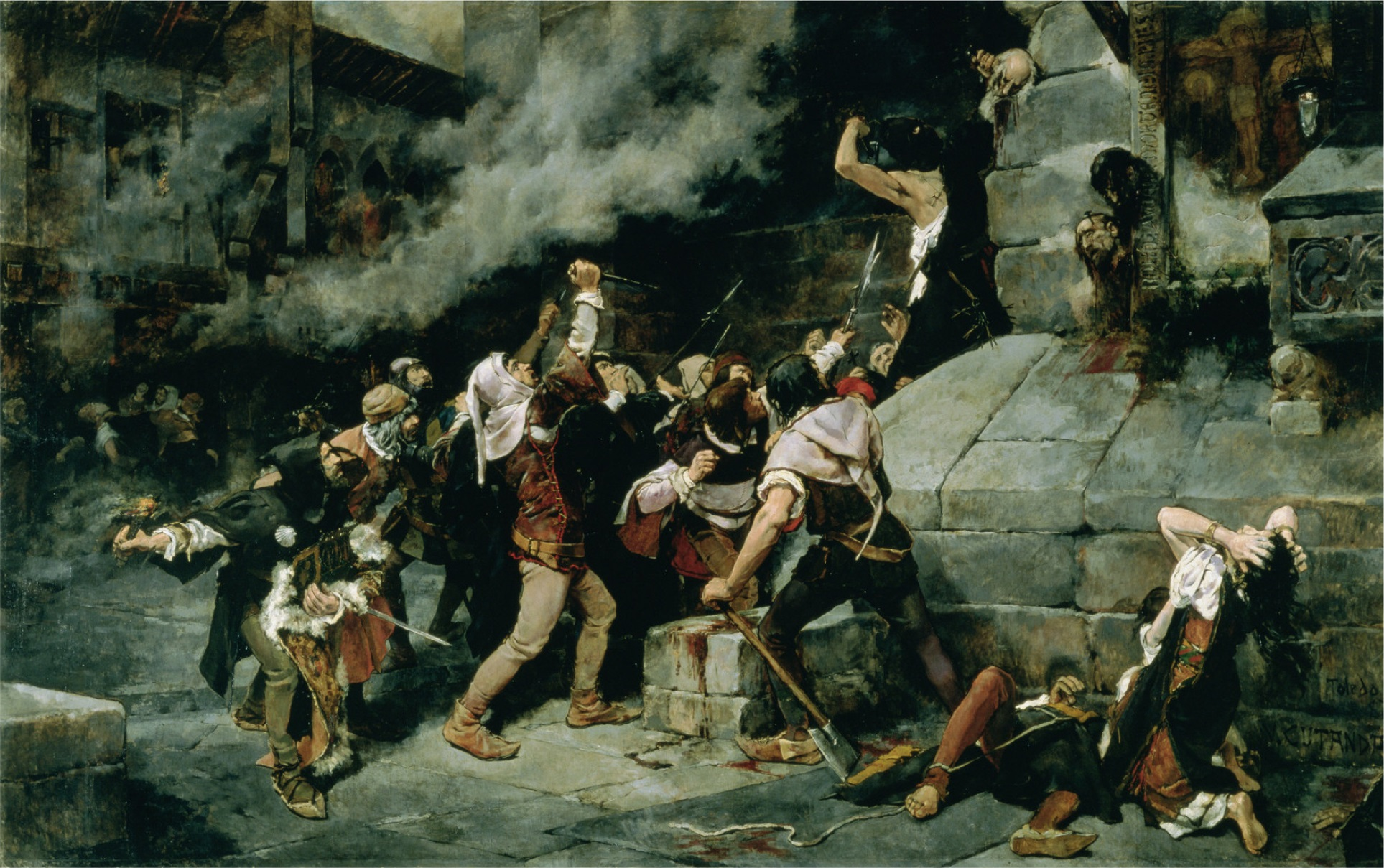
¡A los pies del salvador! Episodio de una matanza de judíos en Toledo en la Edad Media, 1887, óleo sobre lienzo, 375 x 610 cm, Museo del Prado, en depósito en el Museo de Zaragoza.

- Una huelga de obreros en Vizcaya, 1892, óleo sobre lienzo, Museo del Prado
- Un mercado de Ávila
- A los pies del Salvador, 1887, óleo sobre lienzo, Museo de Prado (en depósito en el Museo de Zaragoza)
- El milagro de la Eucaristía, Convento del Corpus Christi (Segovia)
- Ensueño / Virgen obrera, 1897, óleo sobre lienzo, Toledo, Museo de Santa Cruz
- Retablo de la crucifixión
- Hasta la muerte
- Humanidad
- Toledano
- Lagarterana
- Responso del mar
- Epílogo, 1895, óleo sobre lienzo, Museo del Prado (en depósito en el Museo de Bellas Artes de La Coruña)
- Alegría y amargura
- Regreso de Cuba
- Soldados de paz
- Niñas atravesando un puente
- Niños jugando en el jardín
- El puente de Toledo de Madrid
- El adiós del maquinista
- Llegada del primer tren
- El pulso de los ferrones
- Arte y trabajo
- Preparativos del 1º de mayo, Museo de Bellas Artes de Bilbao
- El pintor Ricardo Arredondo, 1896, Museo del Prado